# 白いサンゴ礁
『白いサンゴ礁』は、町田義人とヤング101が、1973年に発表した共作アルバムである。
1974年にヤング101が解散した後、1979年に町田義人のソロ『明日なきさすらい』として再発された。

## 解説
本作は1970年にズー・ニー・ヴーを脱退してソロに転向した町田には初のアルバム、NHK総合テレビジョンの音楽番組『ステージ101』のレギュラー・グループだったヤング101には通算12作目に相当する。制作は、町田の担当ディレクターがヤング101の若子内悦郎と河内広明のデュオ『ワカとヒロ』も担当していたことに端を発する。
「可愛い貴方だから」と「白いサンゴ礁」はズー・ニー・ヴーのシングル曲の再演である。
ヤング101の元メンバーである作曲家の樋口康雄が本作の為に書き下ろした「100円の幸福」は、ヤング101の編集CD『ステージ101ベスト』（2001年）に収録された。

## 収録曲
括弧内は日本語詞の作者名を示す。
| #  | タイトル             | 作詞     | 作曲     | 編曲     |
| -- | -------------------- | -------- | -------- | -------- |
| 1. | 「この僕と」         | 門間祐作 | 木森敏之 | 木田高介 |
| 2. | 「朝もやの中」       | 門間祐作 | 木森敏之 | 樋口康雄 |
| 3. | 「100円の幸福」      | 山川啓介 | 樋口康雄 | 樋口康雄 |
| 4. | 「銀河」             | 桂ひろ子 | 木田高介 | 木田高介 |
| 5. | 「可愛い貴方だから」 | 阿久悠   | 田辺信一 | 樋口康雄 |
| 6. | 「白いサンゴ礁」     | 阿久悠   | 村井邦彦 | 樋口康雄 |

| #  | タイトル                        | 作詞・作曲                                          | 編曲     |
| -- | ------------------------------- | --------------------------------------------------- | -------- |
| 1. | 「ハーモニー Harmony」          | N. Simon - A. Kaplan（武田全弘）                    | 青木望   |
| 2. | 「愛のバラード Do I Love You」  | Rolot - LeGovie - Peloy（安井かずみ）               | 青木望   |
| 3. | 「明日なきさすらい Drift Away」 | M. Williams（安井かずみ）                           | 木田高介 |
| 4. | 「ベン Ben」                    | W. Scharf - D. Black（増永直子）                    | 青木望   |
| 5. | 「マイ・ボーイ My Boy」         | Y. Dessca - C. François - J.P. Boutayre（山上路夫） | 青木望   |
| 6. | 「シング Sing」                 | J. Raposo（星加ルミ子）                             | 青木望   |